# Astyanacinus
Genre
Le genre Astyanacinus compte à ce jour quatre espèces de poissons sud-américains de la famille des Characidae.

## Liste des espèces
- Astyanacinus goyanensis Miranda Ribeiro, 1944
- Astyanacinus moorii (Boulenger, 1892)
- Astyanacinus multidens Pearson, 1924
- Astyanacinus platensis Messner, 1962